# Ragnarok Online
Ragnarok Online (koreansk: 라그나로크 온라인), ofte kaldet RO, er et MMORPG-computerspil, skabt af GRAVITY Co., Ltd. baseret på manhwaen Ragnarok af Lee Myung-Jin. Det blev først udgivet i Syd Korea d. 31. august 2002 til Microsoft Windows, og er siden blevet udgivet i store dele af resten af verden. Mange af spillets myter er baseret på Nordisk mytologi, men dens stil er også blevet påvirket af Kristendommen såvel som den Asiatiske Kultur. Spillet har senere fået sin egen anime serie, Ragnarok the Animation, og en fortsættelse, Ragnarok Online 2: The Gate of the World er i øjeblikket i produktion.

## Omgivelser
Ragnarok Online er delt op i en mængde område, hver med deres eget terræn og specielle monstre. Dog findes mange monstre i mere end et enkelt område.
Transport mellem hvert område kræver at spillet loader det nye område, og monstre kan ikke flytte sig fra et område til et andet.
Der er tre store nationer i Ragnarok Online, den først som er der hvor alle spillere starter er Rune Midgard. Schwaltzvalt Republic, et industrialiseret område i norden, blev tilføjet i Episode 10 og Arunafeltz, en religiøs nation baseret på en kombination af Israel og Tyrkiet er knudepunktet i Episode 11.
En stribe af andre, mindre nationer eksistere også, hvilke ofte er baseret på oldtidssamfund fra virkeligheden. Eksempler på dette er Amatsu, som er baseret på oldtidens Japan, og Louyang, som er baseret på oldtidens Kina.

## Gameplay
Ragnarok Online bruger en kombination af isometriske sprites og tredimensionel grafik til at fremvise spil verden. Spillerne kan vælge job, hår farve, og frisure for hver af deres characters. Det er også forskelligt fra spiller til spiller, hvilket køn de er, men alle characters på en given brugerkonto har samme køn, grundet tekniske begrænsninger, og Gravity's reglement.
Gravity har givet frihed til, at nogle lokaliteter må udgive spillet uden direkte støtte fra firmaet selv. De officielle udgivelser af spillet, siden 26. marts 2007 er aktive i Sydkorea, Japan, Kina, Taiwan, Thailand, Indonesien, Malaysia, Filippinerne, Brasilien, Singapore, Rusland, og Indien. Servicen er i Oceanien blev deaktiveret den 2. marts 2007, hvilket markerer første gang at en lokal service er blevet lukket. Der findes også to andre mindre land-spicifike versioner af spillet.
European Ragnarok Online dækker over Tyskland, Italien, Østrig, Tyrkiet, Storbritannien og Schweiz.
International Ragnarok Online dækker Nordamerika, og de fleste andre lande som ikke har deres egen service.
Der eksistere i øjeblikket fire servere i International Ragnarok Online: Chaos, Loki, Iris, og Sakray test server. Andre servicer kan have flere eller færre server alt efter hvor meget brug for det der er i det enkelte land. Nogle service inkludere en Urdr serve hvor PvP er muligt udenfor byerne. Selvom mange spillere der bruger den internationale service har givet udtryk for interesse i sådanne server, er der siden 25. marts 2007 endnu ikke blevet taget noget skridt mod løsningen af denne opgave.

### Grænseflade
For at spille Ragnarok Online kræver det at man har båden en mus of et tastatur. HUD-displayet består af en log og et chat vindue, en minimap, diverse menuer og status vinduer med detaljer om ens HP og SP, hvor langt man er fra at komme Level Up, hvor meget vægt man bære rundt på, samt hvor mange Zeny (penge) man er i besiddelse af.
Med undtagelse af status vinduet can alle menuerne slås til og fra efter spillerens behov. Ragnarok Online's grænseflade tillader at man kan skifte ens skin (menu tema) hvilket giver spillerne mulighed for at designe et tilpasset deres personlige smag. Mange fan sider hoster temaer som spillere har sendt ind til dem far at dele dem med andre.
Ikoner der repræsenterer statuseffekter, ligegyldig om de er positive eller negative, kan ses i højre side af skærmen. Menuer tillader spilleren at kunne se sine evner (skills), færdigheder (stats), samling af items og våben, samt diverse konfigurationsmuligheder. Spilleren can lave tastaturgenveje for nemmere at få adgang til ofte brugte skills eller items ved hjælp af funktions tasterne (F-tasterne) på tastaturet. Der findes dog også en anden mulighed hvor man har mere frihed til at bruge skills gennem "battlemode". (/bm)

### Quests
Som så mange andre MMORPGer, har Ragnarok Online ikke en egentlig historie som man er tvunget til at følge. Spillet er i bund og grund helt åbent; spillere rejser rundt i verden som de har lyst til, med de eneste begrænsninger værende hvor stærke de lokale monstre er, og mindre forekommende, in-game-betaling for at kunne komme ind i et område, eller forudsætningen at man har en transcendent character. Nogle begivenheder (event) er lavet specielt for nogle tidspunkter på året (så som det årlige Christmas event), men det fleste er dog tilgængelige året rundt.

### Leveling
En stor del af Ragnarok Online's gameplay er centreret om at styrke ens character, ved at komme level op. Den grundlæggende måde at skaffe erfaringspoint (exp) på, er ved at dræbe monstre på samme level som en selv, men det er også muligt at modtage exp ved at gennemføre specielle quests. Som characteren kommer på et højere level bliver det sværere at skaffe større mængder exp på kort tid. Når en spiller når til dette punkt kan man enten vælge at fortsætte sine kampe solo, eller gøre som spillet ligger op til, samle sig i hold med andre spillere. Nogle spillere sørger for at en gruppe monstre angriber dem samtidig, hvorefter de hurtigt dræber dem alle ved hjælp af angreb der kan ramme flere fjender samtidig. Andre spillere dræber ekstremt stærke monstre langsomt, hvilket alt i alt giver en lignende mængde exp.

### Character Udvikling
Ragnarok Online's level system er delt ind i to kategorier; Base Level og Job Level.
Alle characters har et Base Level, hvilket tillader at character's kan styrke deres egenskaber, (STR, AGI, DEX, INT, VIT, og LUK). Hver egenskab koster en speciel mængde point før man kan tillægge 1 til egenskabens styrke. Disse point bliver givet til en, hver gang ens character kommer et level op i dens Base Level.
Aller characters har også et Job Level hvilket tillader at man kan styrke which characterens job. For hvert Job Level får man tildelt 1 skill point, som kan bruges til at give ens job skills højere level.

## Job System
Jobs er en af de vigtigste ting i Ragnarok Online, da det job en spiller vælger vil være det grundlæggende for hvad spillerens styrker og svagheder er, både på et hold, men også som solo. Job systemet består af i alt 39 forskellige jobs, delt op i 6 kategorier: Novices, Super Novices, First Job Classes, Second Job Classes, Transcendent Classes and Extended Classes. Listen over disse job klasses er som følgende:
| Swordman    | Swordman | Thief          | Thief   | Merchant                  | Merchant             |
| ----------- | -------- | -------------- | ------- | ------------------------- | -------------------- |
| Knight      | Crusader | Assassin       | Rogue   | Blacksmith                | Alchemist            |
| Lord Knight | Paladin  | Assassin Cross | Stalker | Master Smith (Whitesmith) | Biochemist (Creator) |

| Mage        | Mage                | Archer | Archer                 | Acolyte     | Acolyte  |
| ----------- | ------------------- | ------ | ---------------------- | ----------- | -------- |
| Wizard      | Sage                | Hunter | Dancer/Bard            | Priest      | Monk     |
| High Wizard | Scholar (Professor) | Sniper | Gypsy/Minstrel (Clown) | High Priest | Champion |

Extended Classes:
| Taekwon Boy/Girl | Taekwon Boy/Girl                | Ninja | Ninja | Gunslinger | Gunslinger |
| ---------------- | ------------------------------- | ----- | ----- | ---------- | ---------- |
| Soul Linker      | Star Gladiator (Taekwon Master) | -     | -     | -          | -          |
| -                | -                               | -     | -     | -          | -          |

- Novice
  - Guild: None
  - Kamp Stil: Melee Combatant

Alle spillere starter som spillets første klasse, Novice. Novice er stort set en trænings klasse lavet for at tillade nye spillere at få en general følelse af hvordan spillet fungere. Originalt havde novice kun et skill kaldet Basic Skills, som når man fik det level op åbnede for flere funktioner som spillere kunne bruge, så som at deltage i chat rooms, bruge Kafra Storage, and bruge emoticons. Efter slutningen af beta kunne novice lære to nye skills, First Aid og Play Dead, ved at gennemføre specielle quests. Når Basic Skills når level 9 er en novice parat til at kunne skifte job, en ting de fleste spillere udnytter, medmindre de gerne vil være en Super Novice eller blot være en Novice for altid.

### First Jobs
- Swordman
  - Guild: Swordman Association, Izlude
  - Kamp Stil: Melee Combatant

Den typiske kamp klasse. Swordman er den stærkeste fysisk angribende First Class. Swordman overgår andre melee combat pga. deres strærke fysiske angreb og forsvar. Dette job's skills fokusere på at øge ens characters fysiske kræfter, eller tillade ens swordman at kunne modstå mere skade
- Magician
  - Guild: Mage Guild, Geffen
  - Kamp Stil: Offensive Spellcaster

Ligesom swordman er Ragnarok's stridsmænd, er magician dens mørke troldmænd. Magician er ekstremt svage i melee combat, men gør op for dette med deres kraftfulde magi. Grundet dette fungere de mest effektivt på hold med andre mere melee-baserede characters, stil at gå i front, så som swordman. Dette job's skills er næsten alle offensiv magi, inklusiv de fire grundlæggende elementer; ild, vand, jord, og luft.